# Драгомир Петров
Драгомир Петров е български поет и един от големите преводачи от италиански и френски език. Претворил е произведения на някои от най-значимите поети на италианската литература, като Франческо Петрарка, Микеланджело Буонароти, Джакомо Леопарди, Салваторе Куазимодо, Джузепе Унгарети, Еудженио Монтале, Уго Фосколо, Чезаре Павезе, както и на поети от френската литература, като Гийом Аполинер и Пиер Сегерс.

## Биография
Драгомир Христов Петров е роден на 26 януари 1934 година в София в лекарско семейството. Завършва гимназия в София (1951), същевременно учи в Музикалното училище. Следва пиано в Музикалната академия (1952). Завършва италианска филология в Софийския университет (1958).
Драгомир Петров започва работа като преводач и редактор в БТА (1958 – 1963). Става редактор във в. „Пулс“ (1963 – 1968), а също лектор по български език в Римския университет (1963 – 1964). Кореспондент е на в. „Народна младеж“ в Родопите (1964 – 1965). Редактор във в. „София нюз“ (1969). После работи в отдел „Международен“ на СБП (1970). Става драматург в театър „София“ (1971 – 1972), а след това редактор в сп. „Български курорти“ (1974 – 1983). Главен редактор е на сп. „Кръгозор“ (1983 – 1985), заместник главен редактор (1985 – 1990) и главен редактор (от 1991) на българското издание на сп. „Куриер на ЮНЕСКО“.
През 1975 и 1977 г. Драгомир Петров работи в тайния архив на Ватикана. Съставител е на редица книги и антологии. Член е на СБП. Негови стихове са преведени на италиански, полски, румънски, руски, унгарски и френски език.

## Творчество
Драгомир Петров е автор на четири стихосбирки, на театралната поема „Страстите цар Шишманови“ (излъчена по Радио София – 1979), на есета и публицистични статии, на фолклористични студии, изследвания върху българо-италианските връзки.

### Собствени произведения
- Кладенци, стихотворения, 1967
- ((fr)) Dragomir Pétrov, Poèmes adaptés du bulgare, Seghers, coll. Autour du monde, 1969
- Битие, стихотворения, 1977
- Страстите цар Шишманови, театрална поема, 1979
- Византийски елегии, стихотворения, 1980, 1989
- Харман на Ветровете, стихотворения, 1994
- Превъплъщенията на вълка – пазител, антропология и есеистика, 2001 (посмъртно)

### Съставителства
1. Осем съвременни италиански поети, сборник, 1967
2. Осем италиански поети, сборник, 1981
3. Италиански театър на XVIII век, сборник, 1986

### Преводи
- Франческо Петрарка, Сонети, 1959 (с Атанас Драгиев и Стефан Петров)
- Силвия Маджи Бонфанти, Слънце над уличката, повест, 1960
- Салваторе Куазимодо, Животът не е сън, стихотворения, 1961, 1994, 2005
- Джакомо Леопарди, Блуждаещи звезди, стихотворения, 1965
- Хектор Мало, Малкият моряк, роман за деца, 1969, 1980, 2002, 2012 (с Пенка Петрова)
- Микеланджело Буанароти, Лирика, 1970, 1994
- Уго Фосколо, Сонети и поеми, 1971
- Pierre Seghers, Le mur du son, Poemes, 1976 (френски, български) (с Атанас Далчев и Александър Муратов)
- Чезаре Павезе, Трудът уморява, стихотворения, 1977
- Гийом Аполинер, Поезия, 1984, 1993 (с Кирил Кадийски)